# 金剛組
株式会社金剛組（こんごうぐみ、英語: Kongo Gumi Co.,Ltd.）は、大阪府大阪市天王寺区に本社を置く、日本の建設会社である。聖徳太子が招聘した宮大工が、578年に創業した世界最古の企業である。
創業から1955年の法人化を挟んで2005年まで金剛一族が経営してきたが、同年11月より髙松建設（現・髙松コンストラクショングループ、大阪市淀川区）の子会社（現在は孫会社）へ移行している。

## 概要
神社仏閣建築の設計・施工、城郭や文化財建造物の復元や修理等を主に手がけている。旧来からの伝統的な建築を得意分野としてきたが、神社仏閣にもコンクリート建築が増加したことにより大手ゼネコンとの価格競争に巻き込まれた結果、売上の減少や資金繰りの悪化により経営危機に見舞われたため髙松建設が支援を行った。
2005年11月に、同社が設立した受け皿会社（以下「新・金剛組」）に主力の寺社建築事業を譲渡するとともに、従業員の大半も新・金剛組へ転籍した（新旧分離）。現在は本業の宮大工に立ち戻り、100人以上の宮大工を抱えている。

## 沿革

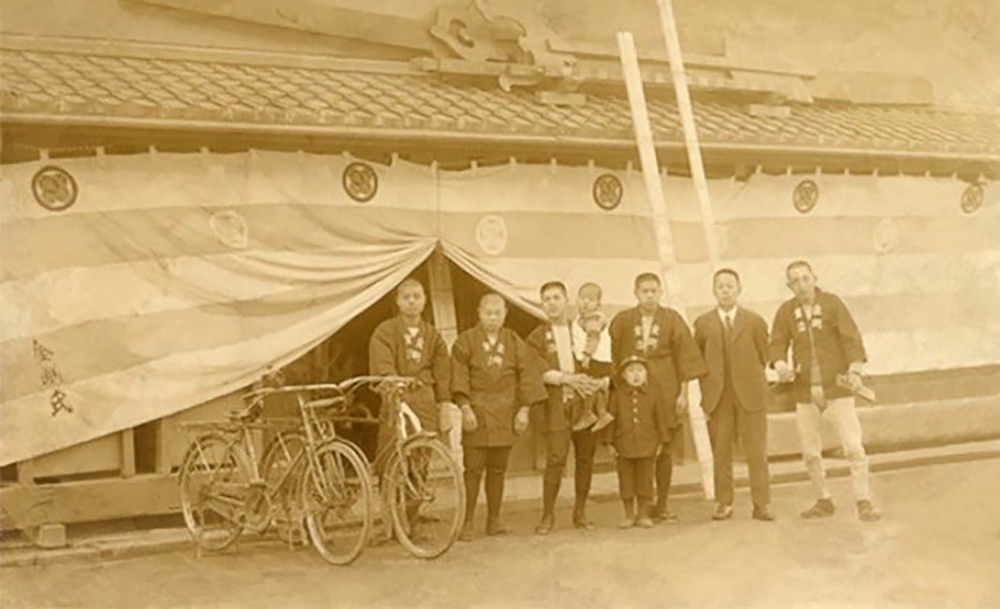
20世紀初頭の金剛組

- 578年、四天王寺建立のため聖徳太子によって百済より招かれた3人の宮大工（金剛、早水〈はやみ〉、永路〈ながみち[7]〉）のうちの1人である金剛重光（こんごうしげみつ[7]）により創業。近世に至るまで四天王寺お抱えの宮大工となる。
- 593年、四天王寺創建。
  - 四天王寺を築いた工法は現代も金剛組「組み上げ工法」に生きている。
- 1576年、織田信長の焼き討ちにより四天王寺焼失。
- 16世紀にかけて、大坂城建設に携わったと伝えられる。
- 1614年の大坂冬の陣で再び四天王寺焼失。四天王寺は戦火や自然災害のため7度の焼失と再建をくり返すがその都度、歴代の金剛組が再興に取り組んだ。
- 1868年、四天王寺、寺領を失う。金剛組は四天王寺からの禄を受け取れなくなる。
- 1903年、大鐘楼の建立。
- 1934年、室戸台風で四天王寺五重塔が倒壊。第38代棟梁で歴代初の女棟梁・金剛よしえ[8]のもとで金剛組が再建を果たす。
- 1955年2月3日、株式会社化。
- 2005年11月1日、髙松建設が全額出資した新・金剛組が設立される。
- 2006年
  - 1月16日、新・金剛組へ営業権を譲渡すると共に従業員の大半を移籍。旧・金剛組は不動産部門のみを残して、株式会社ケージー建設に商号を変更。1400年を超える金剛家による同族経営体制が事実上幕を閉じた[9]。
  - 7月13日、ケージー建設が大阪地方裁判所へ自己破産を申請。同26日、破産手続開始決定。負債総額は約40億円（帝国データバンク調べ）。
- 2007年7月、民事再生手続き中の株式会社中村社寺の全株式を取得[10]。
- 2008年
  - 5月、山車・だんじり・神輿の新調・修理専業の子会社として「金剛組エンジニアリング」を設立。
  - 8月9日、ケージー建設は費用不足のため破産廃止決定。13日付で法人格抹消。これにより、金剛家の企業としての旧株式会社金剛組は消滅した。
- 2011年3月30日、親会社が髙松コンストラクショングループから（新）髙松建設に異動[11]。
- 2013年10月28日、39代目金剛利隆が後継者不在のまま89歳で死去。
- 2014年1月11日、宮大工たちが1年の安全を祈る神事「手斧（ちょんな）始め」（大阪市無形民俗文化財）が、史上初めて、当主不在のまま行われた（金剛組相談役で権大工の植松襄一が「正大工代務者」として代行を務めた）[12]。なお現在も日本で「手斧始め」の伝統を受け継ぐ建設企業は金剛組と清水建設のみとなる。

## 事業所
- 本社所在地 - 大阪府大阪市天王寺区四天王寺1丁目14番29号
- 東京本店 - 東京都中央区銀座7丁目12番7号
- 京都支店 - 京都府京都市下京区烏丸通高辻上ル大政所町685 京都四条烏丸ビル
- 名古屋支店 - 愛知県一宮市城崎通7丁目4番地の3

## 主な施工物件
- 四天王寺（大阪市）
- 身延山久遠寺五重塔再建工事（身延町）
- 偕楽園の好文亭の復元工事（茨城県水戸市）
- 海洋堂の大魔神像の社殿（大阪府門真市）
- 城郭の施工例として江戸城田安門、大坂城一番櫓などがある。

## 関連会社
- 株式会社金剛組エンジニアリング - 本社：大阪府堺市美原区木材通2-4-19
- 株式会社中村社寺 - 本社：愛知県一宮市城崎通7-4-3
- 株式会社金剛組一級建築士事務所

## テレビ番組
- 日経スペシャル ガイアの夜明け ニッポンの伝統力 ～世界一!老舗企業の底力～（2008年1月8日、テレビ東京）[13] - 老舗企業の奮闘を取材。